# Zacharwań
Zacharwań (ros. Захарвань) – wieś (dieriewnia) w Rosji, w Republice Komi, w okręgu miejskim Usinska. W 2010 liczyła 378 mieszkańców.